# 亚历山大·利法诺夫
亚历山大·彼得罗维奇·利法诺夫（俄语：Александр Петрович Лифанов，1996年4月15日—）生于梅吉翁，是一名俄罗斯男子现代五项运动员。他在童年时因经常生病而被母亲送到游泳班练习，由于他平时训练的游泳池是现代五项选手的练习用池，教练安排他练习现代五项，他后来也爱上这项运动，并在该项目上坚持下来。他在2012年开始参加国际比赛。2017年11月，他与莫斯科中央陆军体育俱乐部签约，加入该俱乐部。